# Paul Caligiuri
Paul Caligiuri   (Westminster, 9 de març de 1964) és un exfutbolista estatunidenc de la dècada de 1980.
Va jugar a nombrosos clubs dels Estats Units i Alemanya com Hamburger SV, Hansa Rostock, Columbus Crew i Los Angeles Galaxy.
Fou 110 cops internacional amb els Estats Units, amb la qual participà en els Mundials de 1990 i 1994.
Un cop retirat fou entrenador. Clubs entrenats:
- 2002-2005: California State Polytechnic University, Pomona (femení)
- 2002-2008: California State Polytechnic University, Pomona (masculí)
- 2017-: Orange County FC